# 武装すり団
武装すり団（ぶそうすりだん）は、集団で武装したスリのこと。主な手口は、武器を持ち鉄道車内で乗客を集団で取り囲んで金品を奪い取り、被害者にばれそうになると武器を使用して逃げるというもので、使われる武器はナイフ、スタンガン、催涙スプレーなどである。

## 概要
1990年に大阪府で開催された国際花と緑の博覧会で、観光客にまぎれて大挙して入国し活動を始め、日本各地で被害が続出した。実行役や見張り役に分かれて組織的に動き、刃物でバッグを切り裂いて財布を盗むなどの手荒な手口が目立った。

### 韓国人武装すり団
2000年代前半より日本国内で発生した武装すり団の一つ。
2006年4月6日、西日暮里駅で韓国人の武装すり団が駅構内で催涙スプレーをまき散らし、22人が病院に運ばれる事件が発生して日本国内に衝撃を与えた。この事件は韓国でも報道された。
2010年には犯行場所を台湾へ移し、日本人を装って強盗を行う韓国人武装すり団も現れた。
2015年には、服役後の韓国人が日本に再入国し再犯する事件も発生した。2016年6月10日には、韓国人武装すり団の元メンバー2人が日本に再入国し窃盗をしたことにより逮捕され、その後に窃盗団のメンバー23名が検挙された。